# 히가시오미야역
히가시오미야역(일본어: 東大宮駅)은 일본 사이타마현 사이타마시 미누마구에 있는 동일본 여객철도 도호쿠 본선(우쓰노미야 선의 역이다. 신주쿠역을 경유하는 쇼난 신주쿠 라인이 정차한다.

## 타는 곳
| 1 | ■ 우쓰노미야 선                     | 오야마 · 우쓰노미야 · 구로이소 방면                                                     |
| 2 | ■ 우쓰노미야 선                     | 오미야 · 우라와 · 우에노 · 도쿄 · 시나가와 · 요코하마 방면 (우에노도쿄라인·도카이도 선) |
| 2 | ■ 쇼난 신주쿠 라인 요코스카 선 직결 | 오미야 · 신주쿠 · 요코하마 · 오후나 방면                                                |

## 이용 현황
| 승차 인원 추이 | 승차 인원 추이     |
| 연도           | 1일 평균 승차 인원 |
| -------------- | ------------------ |
| 2000           | 27,959             |
| 2001           | 27,995             |
| 2002           | 28,735             |
| 2003           | 29,082             |
| 2004           | 29,557             |
| 2005           | 30,385             |
| 2006           | 30,606             |
| 2007           | 30,967             |
| 2008           | 31,201             |
| 2009           | 30,907             |
| 2010           | 30,566             |

## 역 주변
- 시바우라 공업대학 오미야 캠퍼스
- 히가시오미야 종합 병원
- 동일본 여객철도 오미야 차량 센터 히가시오미야 센터

## 인접정차역
| 도호쿠 본선 (우쓰노미야 선) 포함 | 도호쿠 본선 (우쓰노미야 선) 포함 | 도호쿠 본선 (우쓰노미야 선) 포함 |
| -------------------------------- | -------------------------------- | -------------------------------- |
| 도로 아타미 방면                 | ■ 보통 ■ 쇼난 신주쿠 라인 보통   | 하스다 구로이소 방면             |